# Redarier

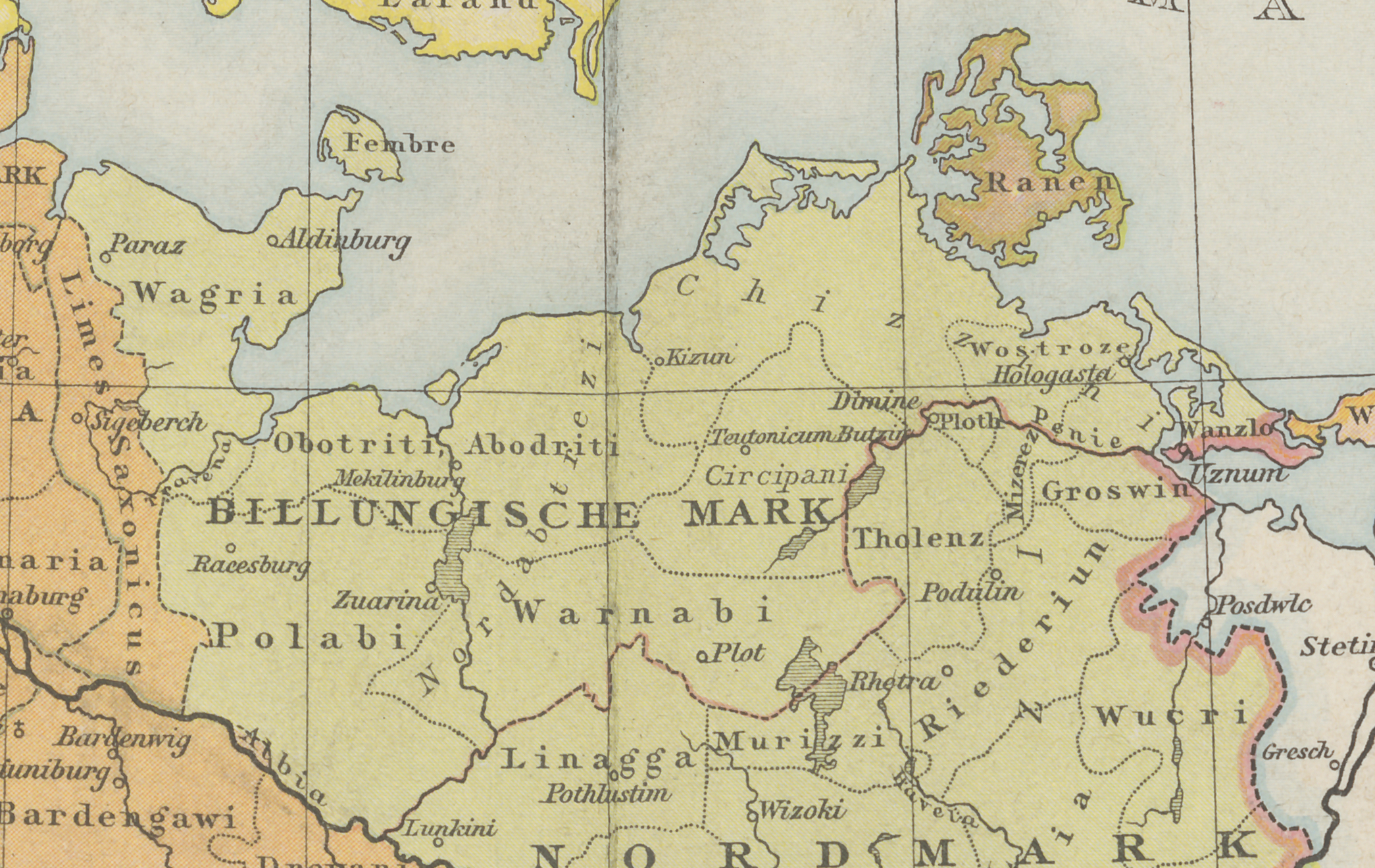
Darstellung des Stammesgebietes der Redarier Riederiun um das Jahr 1000 im Allgemeinen historischen Handatlas von Gustav Droysen aus dem Jahr 1886

Die Redarier waren ein westslawischer Stamm, der im Mittelalter auf dem Gebiet des heutigen Mecklenburg-Vorpommern siedelte und der westslawischen Sprachgruppe angehörte. Sie traten erstmals zum Jahr 929 in Erscheinung und gehörten ab dem 10. Jahrhundert dem Liutizenbund an, in dem sie die Führungsrolle ausübten. Im 11. Jahrhundert finden sie keine Erwähnung mehr.

## Name
Der Name der Redarier begegnet erstmals in einer Urkunde des ostfränkischen Königs Otto I. vom 14. Oktober 936 als Riadri. Widukind von Corvey berichtet um 965 in seiner Sachsengeschichte von Redarii und Redares. Im gleichen Jahr ist in einer Kaiserurkunde Ottos I. von Riedere die Rede. In der Chronik des Thietmar von Merseburg finden sich zwischen 1012 und 1018 die Schreibweisen Redarii, Rederii und Riedirii. Der Chronist Adam von Bremen verwendet rund 60 Jahre später in seiner Hamburger Kirchengeschichte die Bezeichnungen Retharii, Retheri und Rederi. Helmold von Bosau schließlich gebraucht in der von ihm im 12. Jahrhundert verfassten Slawenchronik dann die Bezeichnungen Ridari, Rederi und Riaduri. Im 19. Jahrhundert war die Schreibweise Rhedarier verbreitet, in der modernen Geschichtswissenschaft hat sich die Bezeichnung als Redarier durchgesetzt.
Eine allgemein anerkannte Bestimmung von Herkunft und Bedeutung des Namens existiert bislang nicht. Die Meinungen reichen von deutsch über slawisch bis zu griechisch. Entsprechend unterschiedlich fallen auch die Deutungen aus: Der Linguist Ernst Eichler stellt den Stammesnamen zum Wort Ried in Verbindung, mittelniederdeutsch Reet und gelangt derart zu Riad-warios, den Riedmännern oder Riedleuten. Die Vertreter einer slawischen Herkunft des Namens gehen von einem ursprünglichen Stammesnamen Redari aus, der dann so viel wie Ratgeber oder Leute des Orakels bedeutet hätte. Der Slawist Heinrich Kunstmann nimmt einen griechischen Ursprung des Namens an, der vom Tempelort Rethra abgeleitet und aus dem griechischen Wort für Sprecher, Wortführer, Volksredner zu erklären sei.

## Siedlungsgebiet
Das Siedlungsgebiet der Redarier ist mangels entsprechender Angaben in den Quellen nicht eindeutig zu bestimmen. Erschwerend tritt hinzu, dass die Diskussion durch die nicht immer wissenschaftlich betriebene Suche nach dem Tempelort Rethra überlagert wird. Die wohl herrschende Meinung lokalisiert die Redarier im Ausschlussverfahren zwischen Neubrandenburg im Norden und Neustrelitz im Süden und weist ihnen damit das Gebiet der späteren Länder Stargard und Wustrow im südöstlichen Mecklenburg zu. Das Siedlungsgebiet schließt damit den Tollensesee ein. Benachbart im Nordwesten saß der Stamm der Tollenser, im Südosten die Ukranen.

## Geschichte
Die Geschichte der Redarier lässt sich infolge ihrer Schriftlosigkeit nur aufgrund archäologischer Funde und aus den Aufzeichnungen der benachbarten Sachsen ermitteln. Vorrangig die sächsischen Geschichtsschreiber Widukind von Corvey und Thietmar von Merseburg berichten für das 10. Jahrhundert immer wieder von bewaffneten Konflikten zwischen Redariern und Sachsen. Auch wenn mit den Ottonen auf sächsischer Seite die Herrscher des ostfränkisch-deutschen Reiches beteiligt waren, wurden die Auseinandersetzungen im Reich als ausschließlich sächsische Angelegenheit betrachtet.

### Grenzkriege
In der um 967 entstandenen Sachsengeschichte des Widukind von Corvey werden die Redarier erstmals im Zusammenhang mit Ereignissen des Jahres 929 erwähnt. Widukind berichtet von einer Provinz der Redarier, die einem Bernhard unterstand. Demnach müssen die Redarier schon vor 929 traditionelle Feinde der Sachsen gewesen sein. Eine militärische Organisation zu ihrer Abwehr war bereits aufgestellt und mit Bernhard ein Anführer bestimmt. Zu Beginn von Widukinds Bericht herrschte zwischen den Redariern und den Sachsen Frieden und die Redarier entrichteten dem ostfränkischen König Heinrich I. Tribut. Während König Heinrich I. sich nach siegreichen Kämpfen gegen die Heveller und die Daleminzer auf einen Feldzug gegen den böhmischen König Wenzel begeben hatte, wurde er von seinem ältesten Sohn Thankmar vertreten. Diesem hatte Heinrich die Ausübung der Herrschaft in Sachsen bis zu seiner Rückkehr übertragen. Thankmar war jedoch bekannt, dass anschließend sein jüngerer Halbbruder Otto I. mit einer angelsächsischen Prinzessin verheiratet und zum alleinigen Nachfolger des Königs bestimmt werden sollte. Um dieses zu verhindern schickte er eine Gesandtschaft an die Redarier, um diese zu einem Angriff aufzustacheln. Der Inhalt der überbrachten Nachricht ist unbekannt, aber die Provokation muss so schwerwiegend gewesen sein, dass die Redarier die Gesandten niedermetzelten. Anschließend überquerten die Redarier die Elbe und griffen mit einem großen Heer die Burg Walsleben in der Altmark an, deren Bewohner sie in die Gefangenschaft abführten oder töteten. Daraufhin unternahmen die Sachsen unverzüglich einen Rachefeldzug. Heinrich I. beauftragte die Grafen Bernhard und Thietmar mit dem Gegenschlag. Unter ihrer Führung besiegte das sächsische Heer in Abwesenheit des Königs die Redarier am 4. September 929 in der Schlacht bei Lenzen. Der Eintrag in den Annalen von Corvey verzeichnet sagenhafte 120.000 gefallene Slawen und 800 Gefangene, die nach dem Bericht Widukinds am Hof Heinrichs I. geköpft wurden.
Wie verlustreich die Niederlage der Redarier auch immer ausgefallen sein mag – Widukind berichtet sogar von bis zu 200.000 gefallenen Slawen –, so wenig eignete sie sich zu ihrer Befriedung oder Unterwerfung. Den Sachsen gelang es auch in der Folge zu keinem Zeitpunkt, die Redarier endgültig zu bezwingen und dauerhaft tributpflichtig zu machen. Unmittelbar nach seiner Erhebung zum König des Ostfrankenreiches setzte Heinrichs I. Nachfolger Otto I. ein sächsisches Heer gegen die Redarier in Marsch. Ein möglicher Erfolg der Sachsen war jedoch nicht von Dauer. Nachdem sich Otto I. im Jahr 955 in der Schlacht an der Raxa in schweren Kämpfen mit den Slawen befunden hatte, entrichteten die beteiligten Stämme der Tollensanen und der Zirzipanen nach ihrer Niederlage Tribut. Von den Redariern wird zu diesem Zeitpunkt nichts dergleichen berichtet. Widukind zufolge unternahm Otto I. deshalb 957 einen weiteren Feldzug gegen die Redarier. Für 965 gibt dann eine kaiserliche Urkunde Auskunft über eine Tributpflicht der Redarier, aber im Jahre 967 scheint es während des Italienaufenthaltes Ottos I. erneut zu Kämpfen zwischen Sachsen und Redariern gekommen zu sein. Daraufhin beschwor der Kaiser die in der Königspfalz Werla versammelten sächsischen Adeligen in einem Brief, während seiner Abwesenheit keinen Frieden mit den „untreuen Redariern“ zu schließen. Der Appell war jedoch vergeblich. Den sächsischen Großen um Hermann Billung erschien es angesichts eines bevorstehenden Feldzuges gegen die Dänen klüger, die Auseinandersetzungen mit den Redariern zu beenden.

### Rethra
Politisches und religiöses Zentrum der Redarier war die Tempelburg Riedegost, besser bekannt unter dem Namen Rethra. Im Gegensatz zu den benachbarten Abodriten herrschten von der Burg jedoch weder ein redarischer Fürst noch ein Priester über den Stamm. Vielmehr scheint die Burg als Versammlungsort für eine politische Willensbildung der sippenartig oder clanähnlich organisierten redarischen Siedlungsgemeinschaften gedient zu haben. In Rethra wurden die Krieger verabschiedet und nach ihrer Rückkehr von den Feldzügen wieder empfangen. Die Burg beherbergte die von den Priestern bewahrten hölzernen Standbilder der redarischen Götter und war Schauplatz des Orakels und der gemeinsamen Opfer.